# Бондарчук Михайло Васильович
Михайло Васильович Бондарчук (Псевдо: Дем'ян, Клим, Омельян, Стемид, Усатовський, Устим, 1625; нар. 1919, с. Мислині, Горохівський район, Волинська область – пом. 23 червня 1949, хутір Олізарів, Горохівський район (за ін. версією – в лісі біля с. Баїв, Луцький район), Волинська область) — український військовий діяч, поручник-політвиховник УПА (22.01.1948, 14.10.1951), лицар Бронзового Хреста Заслуги та Срібного Хреста Заслуги.

## Життєпис

Михайло Бондарчук (праворуч) з Миколою Козаком (ліворуч). Кінець 1940-х рр.

Михайло Бондарчук народився у 1919 році в сім'ї священика. Освіта – незакінчена вища: навчався в духовній семінарії. Член ОУН із 1938 року. 
У серпні 1940 року був арештований Управління Львівської НКВС під час нелегального переходу радянсько-німецького кордону та завербований в агенти під оперативним псевдом «Попович». Після звільнення уникаючи співпраці з органами НКВС перейшов на нелегальне становище. Повідомив Провід ОУН про контакт з органами НКВС і отримав реабілітацію та дозвіл на подальшу діяльність в межах Організації. Вояк української допомогової поліції (1941), вчитель старших класів у м. Горохові. 
Михайло Бондарчук був керівником Горохівсько-Володимирського військового надрайону УПА (1942-?), керівником Луцького окружного проводу ОУН (12.1944-?). 
Загинув у бою з військово-чекістської групою МДБ. 

## Нагороди
- Бронзовий Хрест Заслуги (11.10.1945)
- Срібний Хрест Заслуги (16.10.1948)